# 崔淑姫
崔 淑姫（チェ・スッキ 최숙희、1964年 - ）は、韓国の絵本作家、イラストレーター。釜山生まれ。ソウル大学校産業美術学科視覚デザイン専攻。現代百貨店でディスプレイをしたり、韓国経済新聞社が発刊する雑誌の編集をしたりした後、フリーランスとして働いていた1993年頃に、偶然のきっかけで絵本制作をすることになった。
代表作には、2009年に韓国の小学一年生の教科書に採用された『ケンチャナヨ』（2005年作、各国語翻訳あり。日本語版の書名：「いいじゃん」）や、『十二支の動物いないいないばあ』（原題：열두띠동물까꿍놀이）などがある。『十二支の動物のいないいないばあ』は韓国で50万部以上を売り上げ、2015年時点でベトナムやタイ王国など韓国を含む世界6か国で出版された。

## 盗作問題
2015年9月、ハンギョレ新聞によると、1998年に出版された『十二支の動物のいないいないばあ』は、日本の絵本『いないいないばあ』（文：松谷みよ子 絵：瀬川康男）から基本コンセプトを流用したものであり、2002年出版の『川の水を飲み込んだめんどり』は、以前から好きだったという米国の作家レイン・スミスの表現技法を模倣したものであると、電話インタビューにおいて認めたという。

## 受賞歴
- 2000年第1回ボリム創作絵本コンペ佳作[1]
- 2002年アジアイラストレーション・ビエンナーレ（日本）佳作[1]
- 2005年、ボローニャ国際児童図書展「今年のイラストレーション作家」[1][2]

## 日本における出版物
崔淑姫が挿画を手がけた絵本がいくつか日本で出版されている。
- 『アズキがゆばあさんとトラ（韓国民話絵本）』趙大仁文、崔淑姫絵、市場淳子訳、ポリム、1997年。
- 『檀君－朝鮮半島の建国神話－』キムセシルぶん、チェスッキえ、かみやにじやく、少年写真新聞社、2006年。ISBN 978-4879812186。
- 『いいじゃん』2014年。ISBN 978-8901052922。